# Diacyclops humphreysi
Diacyclops humphreysi – gatunek widłonoga z rodziny Cyclopidae, nazwa naukowa gatunku została po raz pierwszy opublikowana w 1996 roku przez Giuseppe Lucio Pesce i Paolę De Laurentiis.